# 胡喜媚

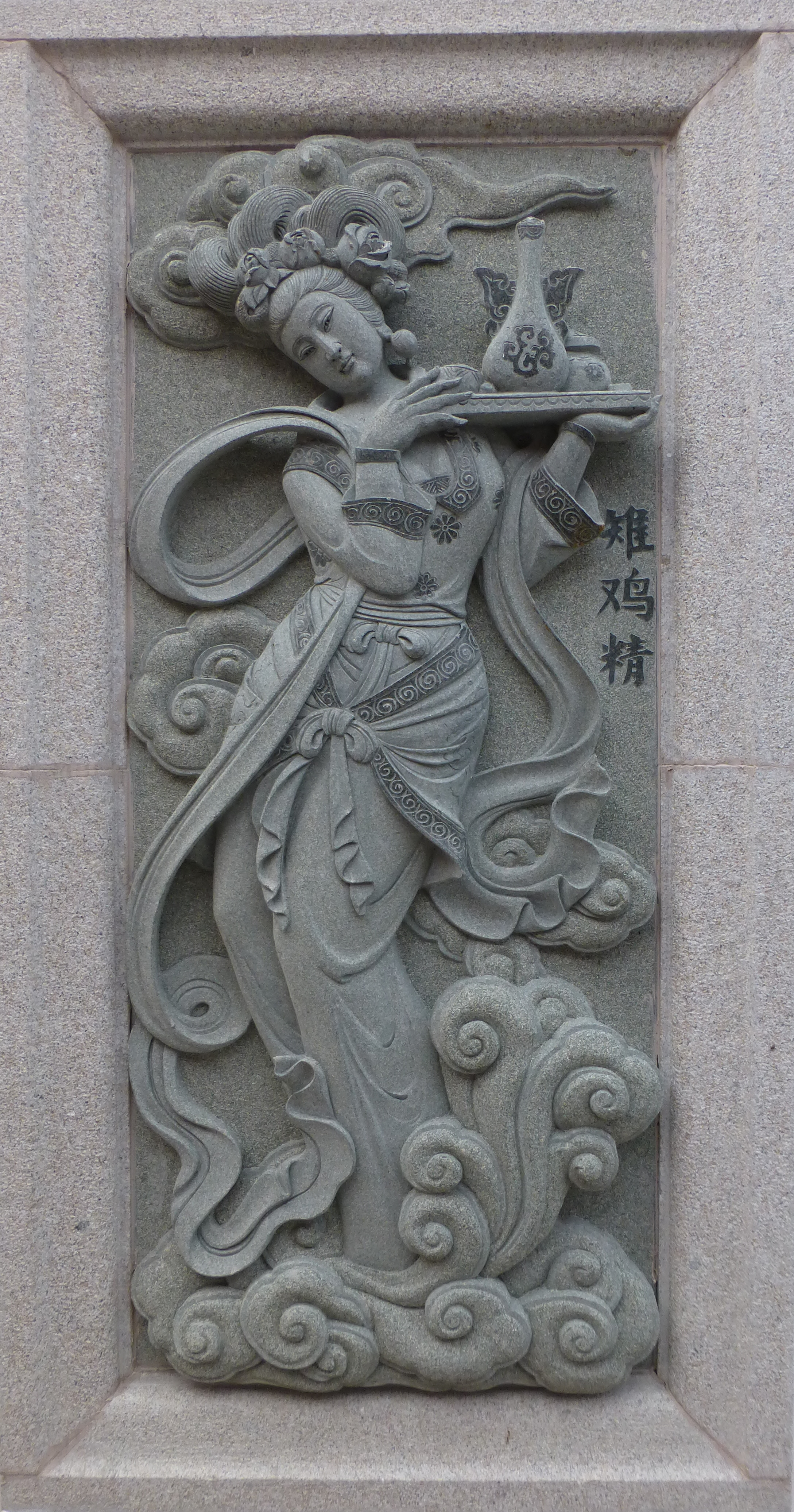
胡喜媚（雉鶏精）

胡喜媚（こきび）は、中国明代の神怪小説『封神演義』に登場する女性で、女媧（じょか）によってつかわされた三妖妃のうちの一人である。雉鶏（ちけい、キジのこと）の妖怪。雉鶏精（ちけいせい）と称される。

## 概要
軒轅墳（けんえんふん）に住む九頭雉鶏精（きゅうとうちけいせい）がその正体であり、妲己（だっき）のすぐ下の義妹格として登場する。妲己（千年狐狸精）、王貴人（玉石琵琶精）と共に女媧の命令を受けて商王朝の命数を縮めるためにはたらく。胡喜媚は人間に化けているときの名。
妲己が不在時に黄飛虎と比干によって軒轅墳を焼き払われた。軒轅墳に住む妖狐たちを焼き殺されたことを激しく恨み、妲己との計略により比干の心臓を紂王に献上させた後、妲己の手引きで美女に化けて王宮に入り、紂王を惑わした。
第九十六回では妲己らと共に朝歌に迫る西岐軍に襲われた際、甲冑を身にまとい桃花馬に乗り、二振りの宝剣を振りまわして闘うが、最期は女媧の縛妖索（ばくようさく）によって捕縛され、楊戩に斬首された。